# Martín Jacobo Thompson
Martín Jacobo Thompson (n. Ciudad de Buenos Aires, Virreinato del Río de la Plata, 23 de abril de 1777 - m. alta mar, 23 de octubre de 1819), fue un marino de guerra, reconocido en la historia argentina como el primer capitán de puertos de la historia de su patria.
Tuvo una destacada actuación en los hechos que desembocaron en la Revolución de Mayo. En 1806 intervino en las invasiones inglesas y fue reconocido por su papel como protector de las aguas del Río de la Plata.
Como personalidad pública, fue miembro destacado de la aristocracia porteña, ya que su casa supo ser bunker de reuniones de los patriotas que encabezaron la revolución, a la vez de haber sido el lugar donde se entonó por primera vez la marcha patriótica que más tarde fue consagrada como el Himno Nacional Argentino.
Tras la sanción del decreto del 30 de junio de 1810 de la Primera Junta, por el cual se retiraba la lealtad a la Marina Real Española, creándose la Capitanía de Puertos de las Provincias Unidas del Río de la Plata, Thompson fue consecuente con esta disposición, siendo designado como el primer capitán de puertos de la nueva nación. Esta Capitanía de Puertos fue la precursora de lo que hoy se conoce como Prefectura Naval Argentina.
Falleció en alta mar el 23 de octubre de 1819, mientras volvía de una fallida misión diplomática a los Estados Unidos, víctima de una enfermedad. En su país se lo conmemora como el prócer patrono de la Prefectura Naval. 

## Biografía
Nació en Buenos Aires el 23 de abril de 1777. En 1787 murió su padre y su madre decidió entrar en el convento de capuchinas de Buenos Aires, por lo que Martín Thompson quedó al cuidado de su padrino y tutor José de Altolaguirre, en una chacra  que poseía cerca del convento de Los Recoletos.
Estudió en el Real Colegio de San Carlos e ingresó en 1796 en la Academia Naval del Ferrol, España, egresando como guardiamarina en 1800. Luchó en la Batalla de Trafalgar.
Al finalizar sus estudios volvió a Buenos Aires. Estaba enamorado de su prima segunda María Sánchez, conocida en la sociedad porteña por Mariquita, hija del acaudalado español Cesáreo Sánchez de Velasco. Aunque era correspondido, la familia se oponía, por lo que optó por recurrir al Virrey Rafael de Sobremonte y a trece días de iniciado el juicio obtuvo su aval, por lo que casi un año después, el 29 de junio de 1805 finalmente se casaron. Tuvieron cinco hijos, Clementina, Juan, Magdalena, Florencia y Albina.
En Buenos Aires fue designado Capitán de Puerto en 1806. En las invasiones inglesas tuvo una destacada actuación en Montevideo, donde fue herido, y en el Río de la Plata, donde capturó varios bergantines enemigos, alcanzando el grado de alférez de fragata de la Armada Española.

### Revolución de Mayo
Martín Thompson perteneció al grupo patriota integrado entre otros por Nicolás Rodríguez Peña y Juan José Castelli, y como miembro del cabildo abierto apoyó a la Revolución de Mayo. 
Su hogar se convirtió en el lugar de reunión de los líderes patriotas y de la sociedad de la época. Fue allí donde se ejecutó el Himno Nacional Argentino por primera vez, el 25 de mayo de 1813, acontecimiento en el que estuvieron presentes entre otros, San Martín, Alvear, Fray Cayetano José Rodríguez, Blas Parera, Balcarce y Vicente López y Planes.
La primera Junta por medio de dos decretos del 25 de junio y del 30 de junio de 1810, disponía por un lado que la capitanía de puerto debía subordinarse al primer gobierno patrio, absteniéndose de obedecer a la comandancia de marina española de Montevideo, y por el otro en el segundo, redactado de puño y letra por el Secretario de Gobierno y Guerra de la Junta Dr. Mariano Moreno, nombraba al frente de la Capitanía de Puertos de las Provincias Unidas del Río de la Plata al entonces coronel Martín Jacobo Thompson.
En 1813 obtuvo el grado de teniente coronel.
Su labor como Capitán de Puerto se extendió hasta 1815, debiéndose a su iniciativa el Reglamento para las Capitanías de 1814, el fomento de los puertos de Ensenada de Barragán y Barracas y los reglamentos relativos a la construcción de buques, la prohibición de arrojar lastres al agua, las embarcaciones en puerto, etc.

### Misión a Estados Unidos
Ascendido a coronel en 1816, el director Álvarez Thomas envió al coronel Thompson en una misión diplomática a los Estados Unidos gobernado por el presidente Madison. Sus instrucciones tenían por objeto asegurar la cooperación de este país en la lucha por la emancipación de España y el reconocimiento de la independencia de la Argentina, sin embargo de ello Martín Jacobo Thompson en su viaje hacia el Atlántico Norte fue testigo de la independencia efímera de la República de Florida en la isla Amalia. 
Concretamente, le solicitaría a los Estados Unidos dos fragatas, oficiales y marinería para tripularlas y la autorización para comprar elementos de guerra en ese país. A cambio, ofrecía retribuirlos con grandes ventajas en favor del comercio de aquel país.
Llegó a Nueva York en mayo de 1816 pero por razones de salud no llegó a Washington hasta el mes de agosto, cuando la independencia argentina ya había sido declarada el 9 de julio. El presidente estadounidense Madison se encontraba entonces de vacaciones por lo que no pudo presentarle sus credenciales. Volvió a Nueva York donde inició por su cuenta tratativas para la compra de material de guerra y la contratación de oficiales.
Al tomarse conocimiento de las iniciativas del enviado, ambos gobiernos reaccionaron desfavorablemente, poniéndose fin a la misión. El gobierno estadounidense por añadidura no deseaba involucrarse en ese momento en contra de la opinión de las potencias europeas, concentrado como estaba en su propia expansión y ante una causa que consideraba aún de poca fortuna.
El 23 de octubre de 1819 cuando estaba viajando de regreso a Buenos Aires murió a bordo y su cuerpo fue arrojado al mar.